# Rue de Quatrefages
La rue de Quatrefages est une voie du 5e arrondissement de Paris située dans le quartier du Jardin-des-Plantes.

## Situation et accès
La rue de Quatrefages est accessible par la ligne 7 à la station Place Monge située à proximité.

## Origine du nom
Cette voie rend hommage au biologiste et zoologiste Jean Louis Armand de Quatrefages de Bréau (1810-1892), qui travailla au Muséum national d'histoire naturelle voisin.

## Historique
Sous François Ier, le terrain appartient au clos du Chardonnet tenu par des religieux. Ils en cédèrent une partie aux sieurs d'Albiac et René d'Albon, ce dernier décidant d'ouvrir des rues et de construire 24 maisons en 1540. L'endroit s'appelle alors « Villeneuve-Saint-René » et en 1588 figure la première mention de la rue, alors appelée « rue Neuve Saint-René », puis « rue Saint-René » et, en 1603, « rue du Battoir », en raison d'une enseigne de boutique. Jusqu'en 1782, elle s'étend de la rue d'Orléans à la rue Copeau, puis à cette date une partie de la rue fut accordée à l'agrandissement de l'hôpital de la Pitié. En 1893, elle prend son nom actuel.

## Bâtiments remarquables et lieux de mémoire
- A l'emplacement de l'hexagone situé entre la rue Lacépède, la rue Geoffroy-Saint-Hilaire, la rue Daubenton, la rue Larrey, la place du Puits-de-l'Ermite et la rue de Quatrefages se trouvait l'hôpital de la Pitié détruit en 1912.
- La Grande Mosquée de Paris en son début au no 2.
- Le couple de personnages du roman Les Choses de Georges Perec habite au no 7[2].
- Le graveur, dessinateur et peintre Robert Cami (1900-1975) vécut au no 8[3].
- François Hanriot y demeurait[4];